# Valea Iașului
Valea Iașului è un comune della Romania di 2 765 abitanti, ubicato nel distretto di Argeș, nella regione storica della Muntenia.
Il comune è formato dall'unipne di 9 villaggi: Bădila, Bărbălătești, Borovinești, Cerbureni, Mustățești, Ruginoasa, Ungureni, Valea Iașului, Valea Uleiului.